# Zavida
Zavida (serbe cyrillique serbe: Завида) ou Beli Uroš (Бели Урош, « Uroš le Blanc ») est un dynaste serbe du XIIe siècle qui règne brièvement comme Župan de Zachlumie et ensuite porte le titre de seigneur de Ribnica.

## Origine
Zavida semble être un proche parent, peut-être même un fils, d'Uroš Ier, de la dynastie Vukanović, bien que ses origines précises demeurent obscures. Des descendants de Stefan Nemanja portent encore les noms de Vukan et Uroš pendant plusieurs générations.
Il règne sur la province de Zachlumie avant d'entrer en conflit avec ses frères putatifs, et d'être exilé avant 1113, dans la région de Dioclée où il porte le titre de seigneur de Ribnica c'est-à-dire une partie de l'actuelle Podgorica.  Dans la décennie 1130, Après la mort de Georges de Dioclée, la famille de Zavida retrouve quelque peu son pouvoir en Serbie.
Le fils premier né de Zavida, Tihomir est désigné en Rascie comme Grand Župan (le titre le plus élevé) à la suite de la division des territoires serbes par l'empereur Manuel Ier Comnène, ses autres fils obtiennent des česti (parts): Stracimir règne sur l'ouest de la Morava, Miroslav de Hum sur la Zachlumie et Travonie, et Stefan Nemanja obtient les régions de Toplica, Ibar, Rasina et Reke.

## Postérité
- Tihomir (mort en 1169), le fils aîné, règne comme Grand Župan de Rascie (1163.-(1166) 1168) ;
- Stracimir (mort après 1189), règne sur la région à l' ouest de la Morava (1163-(1166) 1168, 1169-?) ;
- Miroslav (mort en 1196/1199), règne en Zachlumie (1163-(1166) 1168, et de 1169 à sa mort) ;
- Stefan Nemanja (1113–1199), le cadet, règne comme Grand Župan de Rascie ((1166) 1168 - 25.03. 1196) ;
- au moins une fille anonyme, car Nemanja et ses frères sont considérés comme les oncles maternels de Mihailo III de Dioclée.